# Schistura syngkai
Schistura syngkai — вид коропоподібних риб родини Nemacheilidae. Описаний у 2019 році.

## Назва
Словом «синкай» (syngkai) кхасі (етнічна спільнота штату Мегхалая) позначають рибу, схожу на в'юна.

## Поширення
Ендемік Індії. Поширений у річковій системі Сурма-Мегна. Вивлений у невеликому струмку, що впадає до річки Вагблей.

## Опис
Вид унікальний серед індійських Schistura тим, що має помітну темно-коричневу або чорнувату центральну смугу шириною приблизно в діаметрі ока або більше, накладену на 12–18 вертикально витягнутих чорних плям на тілі від золотисто-коричневого до бурштинового кольору. Крім того, цей вид має неповну бічну лінію та злегка вирізаний хвостовий плавець і не демонструє видимого статевого диморфізму.